# Gerson Levi-Lazzaris
Gerson Levi-Lazzaris (Curitiba, 1979. november 25. –) olaszországi zsidó-szlovén származású brazil régész. Boglár Lajos 1940-es években írt, Magyar világ Brazíliában című könyvét fordította portugálra Mundo Hungaro no Brasil címen. Családja a dél-tiroli Forno di Zoldo településről vándorolt ki.